# Stefanie Bock (Rechtswissenschaftlerin)
Stefanie Bock ist eine deutsche Rechtswissenschaftlerin und Hochschullehrerin.

## Leben
Von 1998 bis 2004 studierte sie Rechtswissenschaften an der Universität Hamburg. Nach dem ersten juristischen Staatsexamen 2004 war sie von 2005 bis 2008 wissenschaftliche Mitarbeiterin an der Fakultät für Rechtswissenschaft der Universität Hamburg, Lehrstuhl Peter Mankowski.

## Wissenschaftliche Karriere
Nach der Promotion (2005–2009) „Das Opfer vor dem Internationalem Strafgerichtshof“ (Betreuer: Rainer Keller) war sie von 2008 bis 2010 Rechtsreferendarin am Oberlandesgericht  Braunschweig.
Nach der zweiten juristischen Staatsprüfung 2010 war sie von 2010 bis 2011 wissenschaftliche Mitarbeiterin und Habilitandin an der Georg-August-Universität Göttingen. Von 2011 bis 2016 war sie Akademischen Rätin auf Zeit und Habilitandin in Göttingen. Nach der Verleihung 2016 der Venia Legendi für Strafrecht, Strafprozessrecht, Internationales und Europäisches Strafrecht sowie Wirtschaftsstrafrecht vertrat sie ab Oktober 2016 eine Professur an der Philipps-Universität Marburg. 2017 lehnte sie den Ruf an die Universität Münster ab. Seit August 2010 ist sie Mitglied des Scientific Advisory Board des Goettingen Journal of International Law. Seit November 2015 ist sie Associate Editor des Criminal Law Forum. Seit November 2016 lehrt sie als Universitätsprofessorin für Strafrecht, Strafprozessrecht, Internationales Strafrecht und Rechtsvergleichung in Marburg. Seit März 2018 ist sie Direktorin des Internationalen Forschungs- und Dokumentationszentrums Kriegsverbrecherprozesse, Philipps-Universität Marburg. Seit Januar 2018 ist sie stellvertretende Vorsitzende der Strafrechtskommission des Deutschen Juristinnenbundes.
Ihre Forschungsschwerpunkte sind Völkerstrafrecht, europäisches Strafrecht und Opferrechte.

## Schriften (Auswahl)
- Das Opfer vor dem Internationalen Strafgerichtshof. Berlin 2010, ISBN 978-3-428-83258-3.
- mit Kai Ambos: El régimen procesal de los fiscales en los tribunales penales internacionales. Madrid 2013, OCLC 931307151.
- als Herausgeberin mit Stefan Harrendorf und Manuel Ladiges: Strafrecht als interdisziplinäre Wissenschaft. 4. Symposium Junger Strafrechtlerinnen und Strafrechtler. Baden-Baden 2015, ISBN 3-8487-1698-4.
- als Herausgeberin mit Kai Ambos: Aktuelle und grundsätzliche Fragen des Wirtschaftsstrafrechts. 6. Deutsch-Französische Strafrechtstagung. Berlin 2019, ISBN 978-3-428-15714-3.